# Дроздов, Виктор Александрович
Виктор Александрович Дроздов (31 января 1902, Одесса, Херсонская губерния — 1 сентября 1966, Москва) — сотрудник органов охраны правопорядка и государственной безопасности, народный комиссар внутренних дел Чечено-Ингушской АССР, генерал-майор (1945).

## Биография
С мая 1920 в РККА. В органах государственной безопасности с 1921. Работал в Криворожском, Херсонском и Сталинском окружных отделениях ГПУ. С 1927 член ВКП(б). С 1 июня 1942 до 24 апреля 1943 начальник 3-го отдела 4-го Управления НКВД СССР. С апреля до сентября 1943 начальник Отдела по борьбе с бандитизмом (ОББ) НКВД СССР. Со 2 сентября 1943 до 9 мая 1944 нарком внутренних дел Чечено-Ингушской АССР, затем до 22 мая 1945 начальник Управления НКВД Грозненской области. В 1945 поступил в распоряжение НКВД СССР. 
В 1945—1947 начальник отдела военнопленных оперативного управления Главного управления по делам военнопленных и интернированных (ГУПВИ) НКВД-МВД СССР. На этом посту участвовал в организации Николаевского и Киевского судебных процессов над немецкими военнопленными. «Для оказания практической помощи» из Москвы в Киев и Николаев в конце 1945 года направили группу из 10-ти человек (оперативные работники НКВД и НКГБ СССР и Главного управления СМЕРШ) во главе с Дроздовым. Весь объем оперативно-следственной и агентурной работы по подготовке Киевского и Николаевского процессов был возложен на оперативный отдел Управления по делам военнопленных и интернированных НКВД Украинской ССР во главе с полковником Хорунженко и командированным генерал-майором Дроздовым.
С 23 марта 1947 до 28 октября 1950 начальник управления «2-Н» и заместитель министра государственной безопасности УССР. В 1950—1953 начальник Бюро № 2 МГБ СССР. В 1953 уволен по болезни.
Участвовал в операции по ликвидации главнокомандующего УПА Романа Шухевича. Похоронен в  Москве, на Ваганьковском кладбище.

## Звания
- 1936, майор милиции;
- 1941, старший майор милиции;
- 1943, комиссар государственной безопасности;
- 1945, генерал-майор.

## Награды
- 1943, орден Красного Знамени;
- 1944, орден Суворова II степени;
- 1948, орден Красного Знамени;
- орден Ленина.